# Vanesa Martín Mata
Vanesa Martín Mata (Màlaga, 14 de novembre de 1980) és una cantant, poetessa i compositora espanyola.
Ha compartit escenari amb artistes com Malú, Alejandro Sanz, Manuel Carrasco, Melendi, Sin Bandera, Pablo Alborán, Axel, Sergio Dalma, David DeMaría, Chenoa, Franco de Vita i Diana Navarro. A més, ha compost temes per cantants com Pastora Soler, Manuel Lombo, India Martínez, Franco De Vita, María Toledo, Siempre Así, entre d'altres.

## Biografia
Va néixer a Màlaga. Als sis anys el seu pare li va regalar la seva primera guitarra i a partir d'aquí va començar la seva afició per a la música. Més tard, comença una formació en guitarra, a través de cors rocieros, i poc després va escriure les seves primeres cançons. Ja als quinze anys actua en nombrosos locals malaguenys i apareix en televisions i programes de ràdio locals.
A la fi de l'any 2003, després de realitzar els graus de magisteri i pedagogia a la Universitat de Màlaga, es va establir a Madrid, on va realitzar els seus primers concerts al bar El Taburete. Va aprèixer per primera vegada en un disc anomenat El Búho Real, un disc que va impulsar diversos artistes i cantautors espanyols nous. El seu primer àlbum es va titular Agua i va sortir l'any 2006. Aquest va tenir una reedició l'any 2007 que va incloure a més la cançó «Durmiendo Sola» que va cantar amb David DeMaría. El 2009, fitxa per la multinacional Warner Music i edita un segon àlbum d'estudi, Trampas. Aquest àlbum va ser produït a Milà per Bob Benozzo, productor també d'Alejandro Sanz, Chambao, Ricardo Montaner i Ana Belén, entre d'altres. Va realitzar una gira per tot Espanya, i també va compondre cançons per a artistes com María Toledo i Pastora Soler. Va ser telonera del cantant Alejandro Fernández.
El 2012, edita un tercer àlbum Cuestión de piel, amb la col·laboració de Malú, Pablo Alborán i La Mari. El 2014 edita el quart disc d'estudi, Crónica de un baile, una col·lecció de cançons.
El 2019 segueix amb un sisè àlbum d'estudi, Todas las mujeres que habitan en mí, amb diverses cançons inèdites, un DVD documental amb moments exclusius de la seva última gira i sis videoclips, a més de totes les cançons del disc original. Durant la gira del disc va actuar al Teatre del Liceu de Barcelona i va cantar en català per El disc de la Marató d'aquest any.
Actualment la seva mànager és Rosa Lagarrigue.

## Discografia

### Àlbums d'estudi
- 2006: Agua
- 2009: Trampas
- 2012: Cuestión de piel
- 2014: Crónica de un baile
- 2016: Munay
- 2018: Todas las mujeres que habitan en mí

### Àlbums en directe
- 2010: Trampas
- 2012: Ven, siéntate y me lo cuentas...
- 2015: Directo: Gira Crónica de un baile
- 2017: Munay vivo
- 2020: Siete veces sí

### Altres
- 2016: Mujer Océano (Poemari)
- 2017: Diario Munay

## Premis
- 2019 - Premi Cadena Dial.[9]
- 2019 - Premi Ondas millor comunicació musical.
- 2019 - Premi LOS40 Music Award al Videoclip Nacional de l'Any.
- 2020 - Premi Odeón Millor Artista Femení.[10]
- 2020 - Medalla d'Andalusia